# Трайко Георгиев
Трайко Георгиев Кузманов е български революционер, костурски деец Вътрешната македоно-одринска революционна организация.

## Биография
Роден е през 1880 година в азотското село Папрадище, тогава в Османската империя. През Илинденско-Преображенското въстание през лятото на 1903 година е центрови войвода. След въстанието е четник, а от 1906 година е самостоятелен костурски войвода.
При избухването на Балканската война в 1912 година е доброволец в Македоно-одринското опълчение и служи в Трета рота на Четвърта битолска дружина, а по-късно в отряда на Васил Чекаларов. Награден е с орден „За храброст“ IV степен. През Първата световна война служи в 63-и пехотен полк и умира в болницата в Гюмюрджина. Награден с орден „За храброст“, III степен.